# 麟山鼻漁港
麟山鼻漁港，是一座位於新北市石門區德茂里的第二類漁港，隸屬金山區漁會。地處於北海岸及觀音山國家風景區（簡稱「北觀國家風景區」）內的麟山鼻遊憩區和北海岸風景特定區，鄰近白沙灣。

## 沿革
麟山鼻漁港位於北海岸麟山鼻西側，麟山鼻和富貴角一樣，是約八十萬年前大屯火山群噴發的熔岩所形成，屬安山岩，當地居民原稱其「鼻尾鼻」或「鼻尾頭」，日治時期改名為「麟山鼻」，也有「臺灣最北端的美麗鼻尖」之稱。早期的住民在麟山鼻這一帶海岸興建石滬來捉捕魚蝦，現存的遺跡屬北海岸少見。
1980年間因當地漁筏漸多，由臺北縣政府（現新北市政府）投資興建以供停泊。當時考量到麟山鼻突岬地形，故將港埠建於西側灣內，以減少東北季風影響。工程單位利用窪地圍築成港區，在北和東側設有碼頭，南側及西側則興建防波堤或拋石堤，港區東側之陸上有上架場、停車場、安檢所及曳船道等設施，泊地僅供小型船舶使用。1994年，第二期工程完工1997至2000年陸續進行港區改善，主要工程包括西、南防波堤的堤面及南防波堤拋石加高、北防波堤堤基修復及曳船道修補等。2002年為增加港內穩靜，於航道口南北兩側拋放消波塊，並於碼頭設置停靠設施。2004至2007年進行碼頭面修繕、輪胎碰墊設置及導航燈更新等工程。2000年延長港口之北側突堤碼頭17公尺。除了政府的興建外，金山區漁會有鑑於麟山鼻漁港的設施簡陋、航道及泊地穩靜度欠佳，並為配合休閒漁業之發展，也於2000年2月完成「麟山鼻漁港擴建規劃」，於港區南側進行擴建。
自2016年起，因設籍漁船過少，被漁業署列為低度使用之二類港，不予補助經費修繕港內設施。
麟山鼻漁港現有碼頭94公尺、泊地面積約0.7公頃。船隻多於北部沿海從事棒受網、延繩釣等漁業，漁獲物以黑毛魚、 龍蝦、石斑、花枝、什魚等為主，多運往鄰近魚市場販售。
近年因附近海岸的藻礁、風稜石等特殊景觀，又鄰近白沙灣，成為石門著名的觀光景點。

## 周邊
- 麟山鼻安檢所
- 麟山鼻遊憩區
- 白沙灣遊客服務中心
- 白沙灣海水浴場
- 淡金公路
- 北海岸及觀音山國家風景區管理處
- 中華民國領海基點麟山鼻基點